# Jean Hector de Faÿ de La Tour-Maubourg
Jean Hector de Faÿ de La Tour-Maubourg (* um 1674; † 15. Mai 1764) war ein französischer Adliger und Militär, der 1757 zum Marschall von Frankreich ernannt wurde.

## Leben
Jean Hector de Faÿ war der Sohn von Jacques de Faÿ, Baron de La Tour-Maubourg et de Chabrespine, und Éléonore Palatine de Dio-de-Montpeyroux (die Ehe wurde 1671 geschlossen).
Er war Marquis de La Tour-Maubourg, Seigneur de Chabrespine, de Sainte-Ségoline, de Lignon et de La Bastie-en-Velay, de Clacy, Ville-Fay etc. im Charolais und Autunois.
In seiner militärischen Laufbahn wurde er Colonel im Régiment de Ponthieu Infanterie, 1718 zum Inspecteur ernannt, am 1. Februar 1719 zum Brigadier, am 20. Februar 1734 zum Maréchal de camp und am 1. März 1738 zum Lieutenant-général.
Am 1. Januar 1748 wurde er zum Ritter im Orden vom Heiligen Geist ernannt, seine Aufnahme erfolgte am 2. Februar.
1752 trat er von seinem Amt als Inspecteur zurück. Er wurde zum Gouverneur von Saint-Malo ernannt und am 24. Februar 1757 zum Marschall von Frankreich.

## Ehe und Familie
Jean Hector de Faÿ heiratete am 14. Juli 1709 per Ehevertrag (die Hochzeitsfeier fand am 20. Juli statt) Marie Anne Thérèse Lucie de La Vieuville († 19. September 1714), Tochter von René-François de La Vieuville, Marquis de La Vieuville, und Anne Lucie de La Mothe-Houdancourt (Haus La Vieuville). Die Ehe blieb ohne Nachkommen.
Im Januar 1716 heiratete er in zweiter Ehe Marie-Susanne Bazin de Bezons († 20. Juni 1726), Tochter von Jacques Bazin de Bezons, Comte de Bezons, Marschall von Frankreich. Kinder aus dieser Ehe waren:
- Marie Marguerite Éléonore; ⚭ Charles Louis César de Faÿ, dit le Marquis de Gerlande, Baron de Boulogne en Vivarais († 1738)
- Antoinette Éléonore; ⚭ 1749 Louis Antoine du Prat-de-Barbançon, Marquis de Lamy, Lieutenant-général des Armées du Roi, Inspecteur de la Cavalerie de France

Im August 1731 heiratete er in dritter Ehe Agnès Madeleine de Trudaine († 4. August 1737), Tochter von Charles de Trudaine, Seigneur de Montigny-Lencoup, Conseiller d’État, Prévôt des marchands in Paris. Einziges Kind aus dieser Ehe war:
- Louise Madeleine (* 1732; † 15. September 1754 in Paris); ⚭ 29. Dezember 1752 Charles François Christian de Montmorency-Luxembourg, Prince de Tingry, Lieutenant-général des Armées du Roi, Sohn des Marschalls Christian Louis de Montmorency-Luxembourg (Stammliste der Montmorency)